# 쿠시어파
쿠시어파(Cushitic)는 아프리카아시아어족의 하위 그룹으로, 이름은 셈어파와 마찬가지로 쿠시(구스)라는 성서의 인물에서 유래했다. 주로 아프리카의 뿔 지대에서 사용되며, 현재 화자 수가 2백만 명을 넘는 대형 언어로는 오로모어, 소말리어, 베자어, 시다마어, 아파르어가 있다.

## 기원
아직 명확한 것은 알려져 있지 않지만, 에레트(Christopher Ehret)는 이집트와 수단의 홍해 연안에 걸친 홍해 구릉 지대(Red Sea Hills)에 공통 조상 언어가 있었을 것으로 추측하며, 그 시기를 홀로세 초기까지 거슬러 올라갈 수 있다고 주장한다.
어떤 학자들은 고유명사학적 분석을 통해 고대 북부 누비아의 메자이(Medjay)나 블렘미에스(Blemmyes) 등의 집단도 베자어와 가까운 쿠시어파 언어를 사용했을 것이라고 제안한다. 보다 불명확한 가설에 의하면 고대 누비아의 케르마 문화가 쿠시어파 사용 문명이었을 가능성이 있다.

## 분류
- 북부 쿠시어군(베자어)
- 중부 쿠시어군(아가우어)
- 동부 쿠시어군
- 남부 쿠시어군